# Westover (Dakota del Sur)
Westover es un territorio no organizado ubicado en el condado de Jones en el estado estadounidense de Dakota del Sur. En el Censo de 2010 tenía una población de 6 habitantes y una densidad poblacional de 0,07 personas por km².

## Geografía
Westover se encuentra ubicado en las coordenadas 43°46′43″N 100°39′10″O / 43.77861, -100.65278. Según la Oficina del Censo de los Estados Unidos, Westover tiene una superficie total de 87 km², de la cual 86.99 km² corresponden a tierra firme y (0%) 0 km² es agua.

## Demografía
Según el censo de 2010, había 6 personas residiendo en Westover. La densidad de población era de 0,07 hab./km². De los 6 habitantes, Westover estaba compuesto por el 100% blancos, el 0% eran afroamericanos, el 0% eran amerindios, el 0% eran asiáticos, el 0% eran isleños del Pacífico, el 0% eran de otras razas y el 0% pertenecían a dos o más razas. Del total de la población el 0% eran hispanos o latinos de cualquier raza.